# 이영재 (2006년)
이영재(2006년 10월 20일 ~ )는 KBO 리그 롯데 자이언츠의 투수이다.

## 롯데 자이언츠시절
2025년에 입단하였다. 2025년 7월 10일 두산 베어스와의 경기에 출전하며 데뷔 첫 경기를 치렀고, 경기에서 1실점 1자책을 기록하였다.

## 출신 학교
- 태봉초등학교
- 신흥중학교
- 신흥고등학교